# Служон
Служо́н (каз. Служон) — село у складі Баянаульського району Павлодарської області Казахстану. Входить до складу Майкаїнської селищної адміністрації.
Станом на 1999 рік село було частиною селища Шоптиколь, у радянські часи мало назву Майкобен.
Населення — 225 осіб (2021; 281 у 2009).